# قزل‌آباد (شهرستان قره‌سو)
قزل‌آباد (به لاتین: Kyzyl-Abad) یک منطقهٔ مسکونی در قرقیزستان است که در شهرستان قره‌سو (قرقیزستان) واقع شده‌است. قزل‌آباد ۱٬۳۷۵ نفر جمعیت دارد و ۱٬۱۰۷ متر بالاتر از سطح دریا واقع شده‌است.